# Междоусобная война на Руси (1097—1100)
Междоусобная война на Руси (1097—1100) — война за западные волости (Волынь, Перемышль, Теребовль) с участием местных князей и великого князя киевского, на ход которой существенно повлияла позиция князей Левобережья Днепра, сформированная на Городецком съезде (1098 год).
Началась война с беспрецедентного на тот момент ослепления Василька Ростиславича теребовльского Давыдом Игоревичем волынским, произошедшее вскоре после Любечского съезда князей (1097), покончившего с предыдущей усобицей. Закончилась война распространением власти Святополка Изяславича киевского на часть отчины Изяславлей.

## Предпосылки
По разделу русских земель Ярославом Мудрым (1054) и после выведения из Владимира-Волынского Игоря Ярославича (1056) все юго-западные волости сконцентрировались в руках Изяслава киевского. C 1077 года на Волыни княжил его сын Ярополк. В усобице 1084—1086 годов он сначала лишился юго-западной части Волынского княжества того времени: Перемышля и Теребовля, — в пользу изгоев, сыновей старшего внука Ярослава Мудрого, Ростислава, а затем погиб. Волынь от Всеволода Ярославича получил Давыд Игоревич. За Изяславичами (Святополком) сохранился лишь Туров.
Когда Святополк занял киевский престол по смерти Всеволода в 1093 году и вступил в борьбу с половцами, его основной опорой были 700 туровских отроков: в Чернигове и Переяславле продолжали сидеть Всеволодовичи, на Волыни — Давыд Игоревич, в Перемышле и Теребовле — Ростиславичи (Полоцкое княжество обособилось ранее).
После междоусобной войны на востоке Руси, результаты которой закрепил Любечский съезд, Святославичи восстановили свои права на Чернигов и Муром; Владимир Мономах был вытеснен в Переяславль, где когда-то начинал своё самостоятельное княжение ещё его отец; Волынь, Перемышль и Теребовль были признаны наследственными владениями их держателей.
Традиционно поводом к началу войны считается ослепление Давыдом Игоревичем Василька Ростиславича теребовльского в одном из городов, принадлежавших Святополку. Предпринятый затем Давыдом поход с целью занять Теребовль подтверждает версию о его желании расширить собственные владения.
В качестве причины для согласованных действий Давыд и Святополк оба в последующих переговорах называли информацию о союзе Василька с Владимиром Мономахом с целью захвата Васильком Волыни и Турова, а Владимиром — Киева. Причём Давыд (как затем и Святославичи, и Владимир Мономах) при определении основного виновника исходил из того, в чьём городе была совершена расправа. Более того, в переговорах с Володарем Ростиславичем он также уточнял, что он принял сторону Святополка против Василька из-за существования аналогичной угрозы в свой адрес.
Часть историков допускают, что подозрения в адрес Василька и Владимира Мономаха не были беспочвенными, поскольку сразу вслед за ослеплением Василька Владимир вместе с Давыдом и Олегом Святославичами собрались в Городце на съезд и пошли на Киев, и в случае успеха мероприятия Владимир Мономах мог стать киевским князем, хотя выставленное Святополку требование содержало лишь наказание Давыда. Святополк это требование принял и великокняжеский престол сохранил. Как показали дальнейшие события, он был заинтересован в отнятии у Давыда волости, поскольку реализовал его как отнятие в свою пользу (и это было закреплено на княжеском съезде в Уветичах в 1100 году). Более того, завладев Владимиром-Волынским, Святополк не остановился на достигнутом и попытался захватить княжества Ростиславичей. Его мотив то волость отца моего и брата, хотя и высказанный применительно к Перемышлю и Теребовлю, был в равной степени применим и к Волыни. Стремление сконцентрировать в своих руках западнорусские волости наблюдалось у многих киевских князей XI—XII веков, в том числе у отца Святополка Изяслава.

## Ход событий

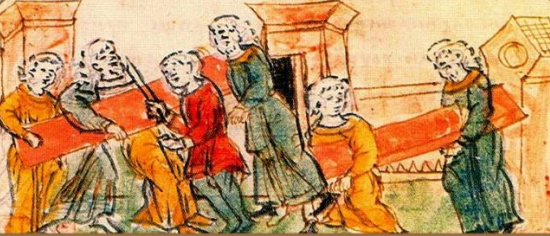
Ослепление Василька. Миниатюра из Радзивилловской летописи, XV век

По версии летописи, Давыд Игоревич волынский передал Святополку навет неких людей (Туряка, Лазаря и Василя) на Василька Ростиславича теребовльского и Мономаха, после чего люди Давыда ослепили Василька в одном из городов Святополка и увезли на Волынь. Давыд попытался занять Теребовль, но по пути был встречен Володарем Ростиславичем и сел в осаду в Бужске. Володарь заставил Давыда выдать Василька и осадил Давыда во Владимире. Затем Володарь осадил Турийск, где скрывались Лазарь и Василь. Они были выданы горожанами, повешены и расстреляны из луков сыновьями Василька Ростиславича.
На волне возмущения князей, в том числе чернигово-северских Святославичей, поступком Давыда и Святополка, Владимир едва не стал киевским князем (в 1098 году они вместе с Владимиром перешли Днепр и подступали к Киеву, а Святополк был готов бежать из города). Святополк принял требование наказать Давыда, но Давыд нанял поляков себе в помощь. Святополк встретился с поляками на Буге у Берестья и заплатил им встречный откуп за невмешательство, а затем, пополнив войско в Пинске, 7 недель осаждал Владимир-Волынский. Давыд добровольно ушёл в Червен, а Святополк вошёл в город в Великую субботу (9 апреля 1099 года) и посадил на княжение сына Мстислава. Но Святополк не удовлетворился этим и выступил и против Ростиславичей, в своё время выделивших Перемышль и Теребовль из волынской волости Ярополка Изяславича, погибшего в той борьбе, но вместе с сыновьями Мстиславом и Ярославом, двумя племянниками Ярополчичами и Святославом Давыдовичем потерпел поражение на Рожном поле.
Затем Ярослав Святополчич привёл против Ростиславичей венгерского короля Коломана I, своего шурина. Володарь занял оборону в Перемышле, а Давыд привёл на помощь войска половецкого хана Боняка. Венгры были разгромлены на Вагре, попав в засаду.
После этого успеха Давыд перешёл в наступление и попытался вернуть Владимир, осадив в нём Мстислава Святополчича. Примечательно, что в числе обороняющихся летопись упоминает воинов из Пинска, Берестья, Выгошева, но не упоминает собственно волынских воинов. Во время осады 12 июня Мстислав был застрелен на стене, но на помощь осаждённым успели прийти киевский воевода Путята и Святослав Давыдович луцкий и разбили Давыда (5 августа). Тогда он привёл Боняка, выгнал Святослава из Луцка, затем занял Владимир. Однако, эти результаты не были признаны княжеским съездом в Уветичах, на котором был заключён мир.

## Последствия
В 1100 году по решению призванного положить конец войне Съезда в Уветичах Волынь всё-таки стала киевской волостью (там Святополк посадил сына Ярослава), а Давыд получил Дорогобуж, Бужский Острог, Дубен, Чарторыйск и виру в 400 гривен от остальных братьев (200 от Владимира и 200 от Святославичей).

## В изложении «Повести временных лет»
| 6605 (1097) | 6606—6608 (1098—1100) |
| --- | --- |
| Владимир же, услышав, что схвачен был Василько и ослеплен, ужаснулся, заплакал и сказал: "Не бывало еще в Русской земле ни при дедах наших, ни при отцах наших такого зла". И тут тотчас послал к Давыду и Олегу Святославичам, говоря: "Идите в Городец, да поправим зло, случившееся в Русской земле и среди нас, братьев, ибо нож в нас ввержен. И если этого не поправим, то еще большее зло встанет среди нас, и начнет брат брата закалывать, и погибнет земля Русская, и враги наши половцы, придя, возьмут землю Русскую"...Княгиня же, побывав у Владимира, вернулась в Киев и поведала все сказанное Святополку и киевлянам, что мир будет. И начали слать друг к другу мужей и помирились на том, что сказали Святополку: "Это козни Давыда, так ты иди, Святополк, на Давыда и либо схвати, либо прогони его". Святополк же согласился на это, и целовали крест друг другу, заключив мир. | В год 6606 (1098). Пришли Владимир, и Давыд, и Олег на Святополка, и стали у Городца, и сотворили мир, как я сказал уже под предыдущим годом. |
| Святополк же, обещав прогнать Давыда, пошёл к Берестью к полякам...Святополк же обещал ему, и целовали они крест друг другу, и вышел Давыд из города, и пришёл в Червен; а Святополк вошёл во Владимир в великую субботу, а Давыд бежал в Польшу. | В год 6607 (1099). Вышел Святополк на Давыда к Владимиру и прогнал Давыда в Польшу. |
| Святополк же посадил во Владимире сына своего Мстислава, который был у него от наложницы, а Ярослава послал в Венгрию, приглашая венгров на Володаря, а сам пошёл к Киеву...Тут же убили и епископа их Купана и из бояр многих, говорили ведь, что погибло их 40 тысяч. | В этот же год побиты были венгры у Перемышля. |
| Ярослав же бежал в Польшу и пришёл в Берестье, а Давыд, захватив Сутейск и Червен, пришёл внезапно и захватил владимирцев, а Мстислав затворился в городе с засадою из берестьян, пинчан, выгошевцев...А Давыд захватил Луцк и оттуда пришёл во Владимир, посадник же Василь выбежал, а Давыд захватил Владимир и сел в нём. | В тот же год убит Мстислав, сын Святополков, во Владимире, месяца июня в 12-й день. |
| А на второй год Святополк, Владимир, Давыд и Олег приманили Давыда Игоревича и не дали ему Владимира, но дали ему Дорогобуж, где он и умер. А Святополк перехватил себе Владимир и посадил в нём сына своего Ярослава. | В год 6608 (1100)...В тот же год братья сотворили мир между собою, Святополк, Владимир, Давыд, Олег в Уветичах, месяца августа в 10-й день...А Давыд сел в Божске, и затем дал Святополк Давыду Дорогобуж, где он и умер, а город Владимир отдал сыну своему Ярославу. |